# Irina Eidsvold Tøien
Irina Eidsvold Tøien är en norsk skådespelare.
Tøien har bland annat medverkat i TV-serierna Strandhotellet och Wisting. Hon har även medverkat i filmen Thelma.

## Filmografi (urval)
- 2017 – Thelma
- 2019 – Wisting (TV-serie)
- 2023 – Strandhotellet (TV-serie)